# 俞彥
俞彥（？—？），字仲茅，號容自，應天府上元縣（今江蘇南京市江寧區）人。明朝政治人物，詩人。

## 生平
俞彥原姓李，名時彥。萬曆二十八年（1600年）舉順天鄉試。萬曆二十九年（1601年）中辛丑科進士。吏部觀政，四十四年授兵部主事，天啓二年升员外郎，本年升光祿寺少卿，养病，三年京察免官。崇祯三年補夷陵知州，四年升南京兵部车驾司员外郎，歷官車駕司郎中。

## 家族
其先籍太仓。曾祖俞表。祖父俞相。父俞一元，以諸生游學南京国子监，故落籍江宁。

## 轶事
天启六年四月，李世熊游金陵，认识俞彦、俞伯彭、胡宗仁、艾容诸人。详《岁纪》：“四 月，游金陵，识俞仲茅（彦）、俞伯彭（■)、胡长白（宗仁）、艾子魏（容），皆有 诗文酬答。”

## 著作
俞彥長于詞，尤工小令。詞作多失傳，少數輯於選本，《全明詞》從《明詞綜》、《古今詞彙》中辑得11首，《補編》从明崇祯刊本《俞少卿集》錄其詞177首。另有《爰園詞話》。